# Amadeo Buffa
Amadeo Buffa o Amédée Pofey (también Buffedus, Buffois, etc.) en las fuentes de la época, fue un caballero y noble del Imperio latino y del Reino de Tesalónica.
Originario de Cologny, se convirtió en condestable del Reino de Tesalónica después de su creación y luego gran condestable del Imperio latino de Constantinopla. Su último título es registrado en un documento de 1208 en el que donó sus títulos y posesiones en Cologny al obispado de Ginebra.